# Elisabeth Alexanderson
Dagny Maria Elisabet Alexanderson, född von Bonsdorff den 18 november 1907 i Finland, död 7 juni 1995 i Lidingö, Stockholms län, var en svensk konstnär.
Hon var dotter till överläkaren Artur von Bonsdorff och Minna Lavonius. Hon flyttade till Sverige 1934 och samma år gifte hon sig med Erik Alexanderson. Hon var mor till juristen Ingrid Kökeritz, arkitekten Karl Alexanderson och civilingenjören Johan Alexanderson. Hon var vidare farmor till skådespelaren Filip Alexanderson.
Alexanderson studerade vid Tekniska skolan i Stockholm samt vid några privata målar- och skulpturskolor. Separat ställde hon ut i bland annat Stockholm, Helsingfors och Malmö samt i ett stort antal samlingsutställningar runt om i Sverige. Hennes konst består huvudsakligen av koppargrafik både i färg och svartvitt. Alexanderson är representerad vid Moderna museet, Statens konstråd och i Sveriges allmänna konstförenings samling.
Makarna Alexanderson är begravda på Lidingö kyrkogård.